# Qianjiang (Chongqing)

Lage Qianjiangs in Chongqing

Qianjiang (chinesisch 黔江区, Pinyin Qiánjiāng Qū) ist ein südwestchinesischer Stadtbezirk der regierungsunmittelbaren Stadt Chongqing. Seine Fläche beträgt 2.397 km². Bei Volkszählungen in den Jahren 2000 und 2010 wurden in Qianjiang 442.385 bzw. 445.012 Einwohner gezählt.
Das Gebiet wurde 1856 von einem schweren Erdbeben getroffen.

## Administrative Gliederung
| 5 Straßenviertel                                                                          | 12 Großgemeinden | 12 Gemeinden |
| ----------------------------------------------------------------------------------------- | --- | --- |
| - Chengdong (城东) - Chengnan (城南) - Chengxi (城西) - Zhoubai (舟白) - Zhengyang (正阳) | - Apengjiang (小南海) - Echi (鹅池) - Shihui (石会) - Heixi (黑溪) - Huangxi (黄溪) - Lishui (黎水) - Jinxi (金溪) - Mala (马喇) - Zhaoshui (濯水) - Shijiahe (石家河) - Xiaonanhai (小南海) - Lın'e (邻鄂) | - Zhongtang (中塘) - Pengdong (蓬东) - Shaba (沙坝) - Baishi (白石) - Shanling (杉岭) - Taiji (太极) - Shuitian (水田) - Baitu (白土) - Jindong (金洞) - Wuli (五里) - Shuishi (水市) - Xinhua (新华) |